# Joaquín Ribas de la Reyna
Joaquín Ribas de la Reyna (Palma, Mallorca, 1932) és un polític mallorquí.

## Trajectòria
Fill d'Antonio Ribas Reus i Rosario Reyna y O'Farrill. Ha estat Oficial del Banc d'Espanya, professor mercantil i secretari general del Sindicat Independent de Treballadors del Crèdit. A les eleccions generals espanyoles de 1982 fou escollit senador per l'illa de Mallorca per Aliança Popular i fou vicepresident segon de la Comissió Especial del Senat d'Investigació sobre la Situació dels Aeroports Nacionals. El 1986 no es va presentar a la reelecció i fou elegit diputat a les eleccions al Parlament de les Illes Balears de 1987 i 1991.